# Христо Шалапутов
Христо (Ичко) Гямов Шалапутов е български революционер, костурски деец на Вътрешната македоно-одринска революционна организация и Върховния македоно-одрински комитет.

## Биография
Роден е в костурското село Орман, махала на Жупанища, днес Левки, Гърция. Брат е на Търпо Шалапутов. Според Васил Чекаларов е от влашки произход, но Георги Христов не споменава такъв факт. Заминава за България по печалба. В София заедно с други македонстващи дейци участва в убийството на Стефан Стамболов.
Влиза в четата на Борис Сарафов. Загива в сражение с войска в Пирин в 1897 година.